# Вениамин Мандрикин
Вениамин Анатолевич Мандрикин (на руски: Вениамин Анатольевич Мандрыкин) е руски футболен вратар. През 2003 г. записва 2 мача за националния отбор на Русия. Най-известен е с изявите си за ЦСКА Москва, като е носител на Купата на УЕФА през сезон 2004/05.

## Клубна кариера
Мандрикин започва да играе футбол в Спортно училище „Младеж“ от Владикавказ, където семейството му се мести от Оренбург. Първоначално играе като нападател, но след 6 месеца е преквалифициран във вратар поради травма на титулярния вратар. През 1993 г. напуска спортното училище. Въпреки това по настояване на треньора на „Спартак Владикавказ“ (сега „Алания“) Валерий Викторович Горохов, Мандрикин се съгласява да участва в турнир между младежи, който се провежда в началото на 1994 г. в САЩ. Спартак спечелва този турнир. Част от тима на Русия е на световното първенство за младежи през 1998, проведено в Москва, където отборът на домакините е победител. През същата година Валерий Газаев го прави титуляр в Алания, след като първият избор на тима Заур Хапов е продаден на Локомотив Москва. През 2000 г. е на проби във френския Бордо, но не се стига до трансфер.
През 2001 г. отива в ЦСКА Москва, където треньор е човекът, който го налага в Алания – Валерий Газаев. Мандрикин е взет за заместник на починалия Сергей Перхун. През сезон 2002 е титуляр през първия полусезон, а през втория титуляр е Руслан Нигматулин. През следващите сезони Вениамин играе значително по-рядко, а титулярен вратар става Игор Акинфеев. В началото на 2007 е близо до трансфер във ФК Рубин Казан, но той пропада. През сезон 2007 отново е титуляр заради тежка травма на Акинфеев. Мандрикин има тежката задача да пази в Шампионската лига и се проваля.
В началото на 2008 е даден под наем на Том Томск. Там се бори за титулярното място със Сергей Парейко. През сезон 2009 играе под наем във ФК „Ростов“. От началото на 2010 играе за „Спартак“, Налчик, отново под наем. От август 2010 е футболист на Динамо Брянск.
На 10 ноември 2010 претърпява тежка катастрофа с автомобил.
На 21 декември 2010 става ясно, че Мадрикин не може да играе футбол 3 години, поради тежките травми от катастрофата. Вратарят не успява да продължи кариерата си поради травмите от катастрофата. Мандрикин остава парализиран от раменете надолу.
Умира на 6 август 2023 г. от инфаркт.